# 왕과일먹는박쥐
왕과일먹는박쥐(Artibeus lituratus)는 주걱박쥐과(신세계잎코박쥐과)에 속하는 남아메리카와 중앙아메리카 박쥐의 일종이다. 멕시코부터 브라질과 아르헨티나까지 지역에서 발견되며, 앤티가 바부다와 바베이도스, 그레나다, 마르티니크, 세인트루시아, 세인트빈센트 그레나딘, 트리니다드 토바고에서도 서식한다. 태어날 때 몸무게는 10.5g 정도이고, 다 자라면 65g에 이른다.